# Третья (река, впадает в Верх-Нейвинский пруд)
Тре́тья (ранее Е́левая) — малая река на Среднем Урале, протекающая в окрестностях посёлка Верх-Нейвинского Свердловской области. Впадает в Верх-Нейвинский пруд.

## Наименование
В Верх-Нейвинский пруд по восточному берегу впадают несколько мелких рек. Некоторые из них получили названия в виде порядковых числительных: Первая, Вторая и Третья. Своеобразный условный отсчёт ведётся с севера на юг.
На карте заполнения водой Верх-Нейвинского пруда в XVIII веке река подписана как Елевая. Вероятно, название реки дано по характеру растительности в данной местности. Возможно оно легло в основу названия Ельничного острова, который расположен напротив устья реки Третьей.

## География
Река Третья протекает в глухом сосново-берёзовом лесу Невьянского лесничества, в юго-восточных окрестностях посёлка Верх-Нейвинского. Длина водотока — приблизительно 4 километра.

### Притоки
В Третью речку впадают 4 безымянных притока. Величины в таблице имеют приблизительные значения.
| Притоки        | Длина, м | Расстояние от устья Третьей, м |
| Левый нижний   | 600      | 500                            |
| Левый верхний  | 3350     | 850                            |
| Правый нижний  | 2000     | 1600                           |
| Правый верхний | 850      | 3200                           |

### Русло
Исток реки Третьей находится на западном склоне небольшой горной цепи, протянувшейся с севера на юг и являющейся частью водораздела между бассейнами Нейвы и Режа. В полутора километрах к северо-северо-востоку от истока реки, на вершине Семибратской горы, расположены знаменитые гранитные скалы-останцы Семь Братьев и Одна Сестра, а в одном километре к востоку — небольшая безымянная одиночная скала.
Река течёт преимущественно в юго-западном направлении, принимая справа два мелких притока. Чуть выше по течению от устья нижнего правого притока реку Третью пересекает Старая Таватуйская дорога, соединяющая посёлки Верх-Нейвинский и Таватуй. В нижнем течении река принимает два левых безымянных притока. Её верхний левый приток начинается в той же местности, что и сама Третья, и изначально протекает почти сонаправленно с ней.
Третья впадает в заболоченную юго-восточную часть Верх-Нейвинского пруда, на северо-востоке урочища Большого Дикого, к северо-востоку от Ельничного острова и к северо-западу от Берёзовой горы.

## Охрана природы
Нижнее течение реки Третьей расположено в границах ландшафтного заказника «Озеро Таватуй и Верх-Нейвинское водохранилище с окружающими лесами».